# Daidala

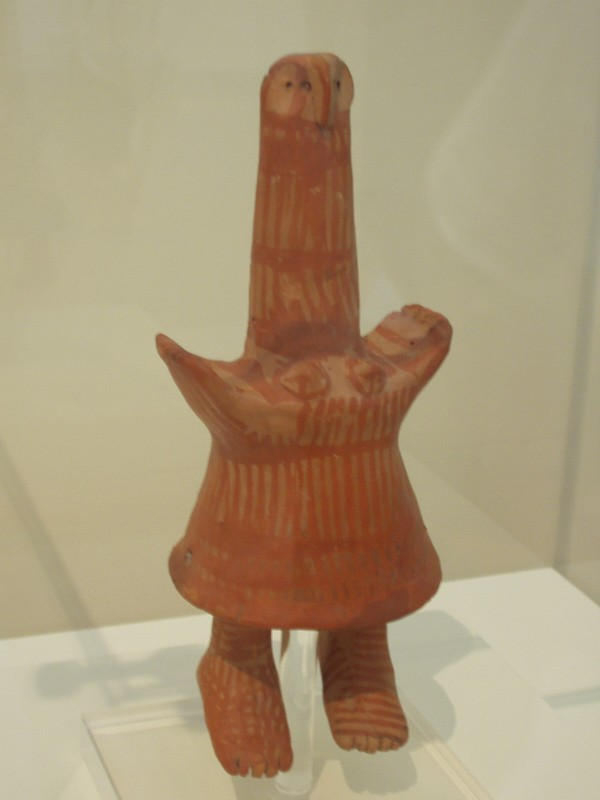
Una daidala arcaica de ceràmica que representa Atena Glaukopis (Atena cara de mussol), emprada com a mascota dels Jocs Olímpics d'Estiu de 2004 (Museu Arqueològic Nacional d'Atenes)

Una daidala és un tipus d'escultura atribuïda a Dèdal, l'artista grec llegendari connectat amb l'edat de bronze de Creta i amb el període inicial de l'escultura arcaica de l'edat del bronze de Grècia. Les llegendes sobre Dèdal el reconeixen com a home i com a encarnació mítica, que inventà l'agalmata, estàtues de déus que podien obrir els ulls i tenien extremitats mòbils, una manifestació convincent del misteri de la divinitat. Aquestes estàtues eren tan realistes que Plató va assenyalar la seva sorprenent i desconcertant mobilitat, aconseguida amb tècniques clarament idèntiques a les de les daidales.
El geògraf i escriptor Pausànias creia que aquestes imatges de fusta conegudes com a "daidala" existien ja abans de l'època de Dèdal. Alberto Pérez-Gómez fou qui suggerí la connexió, com un joc de paraules, entre el nom Dèdal i la paraula grega «Δαίδαλα», que significa 'fer' o 'fabricar'.
Aquestes escultures revelen influències orientals, conegudes com a període orientalitzant de l'art grec. L'orientalització es fa especialment evident al cap, vist frontalment; sembla un cap oriental, amb el cabell com una perruca, però més angular, amb la cara de forma triangular, ulls grans i un nas prominent. El cos femení és geomètricament pla, amb una cintura alta i un vestit amorf.